# Nobiltà (rivista)
Nobiltà è un periodico bimestrale italiano fondato nel 1993, dedicato allo studio dell'araldica, della genealogia, della storia nobiliare e degli ordini cavallereschi. È pubblicato dall'Istituto Araldico Genealogico Italiano (IAGI) e diretto da Pier Felice degli Uberti. La rivista è regolarmente distribuita ed è presente in diversi cataloghi bibliografici nazionali e internazionali.

## Storia e profilo editoriale
Fondata nel 1993, Nobiltà si occupa della pubblicazione di contributi relativi alla nobiltà storica, all'araldica civica ed ecclesiastica, alla genealogia e agli ordini cavallereschi. I contenuti si distinguono per l’approccio documentario e specialistico, con contributi redatti da studiosi italiani e stranieri.
Tra i temi trattati figurano studi araldici, genealogici e storico-istituzionali. Ad esempio, nel n. 154 del 2020 è stato pubblicato un contributo sull'arma di Filippo I d'Angiò. La rivista affronta anche tematiche contemporanee legate al riconoscimento e alla legittimità degli ordini cavallereschi e dei titoli nobiliari.
Nobiltà è registrata con il codice ISSN 1122-6412 ed è diffusa in Italia e all’estero tramite reti librarie e biblioteche universitarie. È presente nel catalogo ZDB tedesco (Zeitschriftendatenbank) nel sistema OPAC SBN italiano e in altri fondi bibliotecari specializzati.

## Direzione editoriale
La direzione editoriale è affidata, sin dalla fondazione, a Pier Felice degli Uberti, presidente dell'Istituto Araldico Genealogico Italiano. Degli Uberti è attivo nel panorama internazionale degli studi genealogici e araldici. È presidente della International Commission for Orders of Chivalry (ICOC), della Confédération Internationale de Généalogie et d’Héraldique (CIGH), e dell’Istituto Araldico Genealogico Italiano (IAGI). È inoltre presidente onorario dell’Académie Internationale de Généalogie (AIG), past direttore dell’Institut International d’Études Généalogiques et d’Histoire des Familles (ICFHS), vicepresidente dell’AIG e dell’Istituto Internazionale di Genealogia e Araldica (IIGH), nonché accademico dell’Académie Internationale d’Héraldique (AIH).
Dal 2022 è docente di araldica, diritto nobiliare e scienze ausiliarie della storia presso la Scuola di Archivistica dell'Archivio di Stato di Bologna e Modena. Ha al suo attivo diverse pubblicazioni in ambito accademico e specialistico. Tra i collaboratori figurano, tra gli altri, Luigi de Anna, Maria Loredana Pinotti.
Pier Felice degli Uberti ha inoltre partecipato a numerose trasmissioni radiotelevisive della RAI, tra cui Sportello Italia, Italia chiama Italia e Radio Popolare approfondendo temi legati all'araldica, alla genealogia e alla storia dei cognomi. In queste sedi ha contribuito alla divulgazione delle discipline genealogiche presso il grande pubblico, illustrando tecniche di ricostruzione degli alberi familiari e l'importanza della documentazione storica.

## Riconoscimenti e diffusione
Nobiltà è presente in numerose biblioteche universitarie e pubbliche italiane, come attestano i cataloghi OPAC delle biblioteche di Trieste, Umbria, Lucca e altri poli bibliotecari. È inoltre indicizzata nel catalogo internazionale ZDB – Zeitschriftendatenbank e in banche dati genealogiche come FamilySearch, che ne confermano la diffusione anche a livello internazionale.
Diversi numeri della rivista sono stati digitalizzati e utilizzati in contesti accademici e formativi, come nel caso dell’Università di Cagliari, e sono stati citati anche in documenti universitari come questa pubblicazione dell’Università Roma Tre.
Nobiltà è stata inoltre oggetto di attenzione da parte dei media nazionali, con interventi su tematiche genealogiche e araldiche trasmessi dalla RAI – Radio1 e RAI Italia, in particolare attraverso la partecipazione del direttore Pier Felice degli Uberti.
Infine, la rivista è inclusa in iniziative culturali e progetti di ricerca, come attestano i riferimenti in riviste accademiche, esposizioni museali e collaborazioni universitarie.